# 王维平 (1961年)
王维平（1961年4月—），中华人民共和国政治人物，生于山西五台县，中国民主同盟中央委员会成员。

## 生平
曾任中国民主同盟中央委员会常务委员、山西省委员会主任委员，第十三届全国政协委员。2023年，转任山西省人大常委会教育科学文化卫生工作委员会副主任。